# Apostolos Kaklamanis
Apostolos Kaklamanis, gr. Απόστολος Κακλαμάνης (ur. 7 września 1936 w Leukadzie) – grecki polityk i prawnik, wieloletni parlamentarzysta, współzałożyciel Panhelleńskiego Ruchu Socjalistycznego, minister w różnych resortach, w latach 1993–2004 przewodniczący Parlamentu Hellenów.

## Życiorys
Studiował prawo na Uniwersytecie Narodowym im. Kapodistriasa w Atenach, praktykował w zawodzie prawnika. Działalność polityczną podjął w ramach Unii Centrum kierowanej przez Jeorjosa Papandreu. Pełnił funkcję przewodniczącego jej organizacji młodzieżowej, w latach 1964–1965 był sekretarzem generalnym w jednym z ministerstw.
W okresie junty czarnych pułkowników działał w opozycji, skazany na karę pozbawienia wolności z warunkowym zawieszeniem jej wykonania. Udzielał się jako obrońca w odbywających się w tym czasie procesach politycznych. Po upadku dyktatury w 1974 był wśród założycieli PASOK-u, w 1977 wszedł w skład jego komitetu centralnego, a od 1988 do 2005 był członkiem biura wykonawczego partii. W 1974 po raz pierwszy został wybrany na posła do Parlamentu Hellenów. Zasiadał w nim nieprzerwanie przez ponad 40 lat, uzyskując reelekcję w wyborach w 1977, 1981, 1985, obu wyborach w 1989, 1990, 1993, 1996, 2000, 2004, 2007, 2009 i obu wyborach w 2012.
W latach 80. wchodził w skład rządów Andreasa Papandreu i Ksenofona Zolotasa. Był ministrem pracy, edukacji narodowej i spraw religijnych, badań naukowych i technologii, sprawiedliwości i zdrowia u pierwszego z nich, a tamże ministrem pracy w gabinecie drugiego z nich. Od października 1993 do marca 2004 przez trzy kadencje sprawował urząd przewodniczącego Parlamentu Hellenów.
Apostolos Kaklamanis jest żonaty, ma syna i córkę.